# Ідеальний голос 2
«Ідеальний голос 2» (англ. Pitch Perfect 2) — американська музична комедія режисера Елізабет Бенкс, сценарій до якої написала Кей Кеннон. Це сіквел картини «Ідеальний голос», яка основувалась на книзі Мікі Рєпкіна «Співай ідеально: Погоня за славою вокаліста а-капела». В фільмі знімались: Анна Кендрік, Ребел Вілсон, Бріттані Сноу, Анна Кемп, Скайлар Естін, Дін Естер, Алексіс Кнапп. Прем'єра фільму відбулась в Лас-Вегасі (США) 20 квітня 2015 року.

## Сюжет
У центрі сюжету молоді подружки, які прагнули до музичних вершин у попередньому фільмі. Свою групу дівчата назвали «Бардівські Белли» і вони знову готові для найсерйознішої боротьби заради титулу найкращих виконавиць.
Правда, цього разу талановитим дівчатам належить відправитися на новий конкурс, який проводиться раз у чотири роки. В чемпіонаті світу по співу а капела ще жодного разу не перемагала американська команда, тому героїням доведеться несолодко, але вони мають намір здобути перемогу будь-якою ціною. Спочатку вони візьмуть участь у підпільному баттлі, а потім відправляться на офіційний захід, де буде ще багато талантів з усіх країн світу. Більшість з них налаштовані вороже, але будуть і такі, хто подружиться з 10-ма американськими студентками. Ніхто, крім рідних не вірить в успіх, навіть вчителя вокалу пророкують їм поразки, але що якщо у них все ж вийде зайняти перше місце?

## У ролях
| Актор                  | Роль                                        |
| ---------------------- | ------------------------------------------- |
| Анна Кендрік           | ("Белла") Бека Мітчелл                      |
| Бріттані Сноу          | ("Белла") Хлоя Біл                          |
| Анна Кемп              | (колишня "Белла") Обри Поузен               |
| Гейлі Стайнфельд       | (новенька "Белла") Емілі Торчок             |
| Ребел Вілсон           | ("Белла") Корова (Жирна) Емі (Патриція)     |
| Гана Мей Лі            | ("Белла") Лілі Онакурамара                  |
| Естер Дін              | ("Белла") Сінтія Роуз Адамс                 |
| Шеллі Регнер           | ("Белла") Ешлі                              |
| Алексіс Кнапп          | ("Белла") Стейсі Конрад                     |
| Кріссі Фіт             | ("Белла") Фло                               |
| Келлі Джакл            | ("Белла") Джессіка                          |
| Скайлар Естін          | (лідер "Treblemakers") Джессі Суонсон       |
| Бен Платт              | ("Treblemakers") Бенджі Еплбаун             |
| Адам Дівайн            | (лідер "Tone Hangers") Бампер Аллен         |
| Джон Майкл Хіггінс     | телеведучий Джон Сміт                       |
| Елізабет Бенкс         | телеведуча Гейл Абернаті МакКадден          |
| Біргітта Йорт Серенсен | (солістка "Das Sound Machine")              |
| Флула Борг             | (соліст "Das Sound Machine") Пітер Кремер   |
| Кеті Саґал             | (мати Емілі, колишня "Бэлла") Кетрін Торчок |
| Кіган-Майкл Кей        | босс Беки                                   |
| Snoop Dogg             | В ролі самого себе                          |

## Виробництво
У грудні 2012 року Естін, Скайлар розповів, що у нього спільно з Ребелом Уілсоном була зустріч з Universal Studios про виробництво можливого сиквела. У квітня 2013 року було оголошено, що реліз сиквела буде в 2015 році. Елізабет Бенкс буде режисером з Кей Кеннон як сценаристом. Пол Брукс з Gold Circle Films буде продюсувати фільм спільно з Максом Хандельманом. 
З-продюсерами стануть Кей Кеннон и Джефф Левайн.

### Підбір акторів
Анна Кендрік і Ребел Вілсон повернулися до акторського складу на початку 2014 року, щоб зіграти ролі персонажів, яких вони зіграли в першому фільмі. Бріттані Сноу відтворить свого персонажа. 24 квітня, Кріссі Фіт була додана до акторського складу. З 1-го травня, Хейлі Стейнфілд була додана до акторського складу, граючи нового члена Бардівських Белл. 5 травня, Адам Дівайн повідомив про повернення в фільмі. 14 травня Саґал була додана до акторського складу, граючи роль матері персонажа Хейлі Стейнфілд. 29 травня Флула Борг був доданий до акторського складу. Він грав лідер європейського а-капела групи, "Das Sound Machine", який конкурував з Беллами. 18 червня 2014 року Крістофер Шепарда був доданий до акторського складу. 19 червня 2014 року вирішили, що "Pentatonix" буде грати роль конкурента групи "Бардівські Белли". Пізніше було доведено, що Filharmonic від четвертого сезону The Sing Off зробить епізодичну роль як конкурент групи з Філіппін. 24 серпня 2014 року було оголошено, що "Penn Masala", все-чоловіки гінді а-капела групи режисера Елізабет Бенкс і продюсера Макса Хандельман в Університеті штату Пенсильванія, будуть показані як команди з Південно-Східної Азії. 25 червня Біргітта Йорт Серенсен була доданий до акторського складу.

### Екранізація
21 травня 2014 року основні зйомки почалися в кампусі Університету штату Луїзіана в Батон-Руж.

## Музика
З грудня 2014 року Марк Мовесбаурх був найнятий для написання композицій до фільму. Офіційний саундтрек був випущений 12 травня 2015 року. Спеціальний саундтрек випущений пізніше 8 серпня 2015 року.
Оригінальний альбом дебютував під номером один на Billboard 200, продаючи 107000 альбомів (92000 копій) протягом тижня, що закінчився 17 травня 2015 року.
| #     | Назва | Автор музики                                                                        | Тривалість |
| ----- | --- | ----------------------------------------------------------------------------------- | ---------- |
| 1.    | «Universal Fanfare» | Elizabeth Banks John Michael Higgins                                                | 0:33       |
| 2.    | «Kennedy Center Performance (We Got the World/Timber/America The Beautiful/Wrecking Ball)» | The Barden Bellas                                                                   | 2:27       |
| 3.    | «Lollipop» | The Treblemakers                                                                    | 2:43       |
| 4.    | «Car Show (Uprising/Tsunami)» | Das Sound Machine                                                                   | 1:47       |
| 5.    | «Winter Wonderland/Here Comes Santa Claus» | Snoop Dogg Anna Kendrick                                                            | 3:04       |
| 6.    | «Riff Off (Thong Song/(Shake, Shake, Shake) Shake Your Booty/Low/Bootylicious/Baby Got Back/Live Like You Were Dying/Before He Cheats/A Thousand Miles/We Are Never Ever Getting Back Together/What's Love Got to Do with It/This Is How We Do It/Doo Wop (That Thing)/Poison/Scenario/Insane in the Brain/Flashlight)» | Das Sound Machine Tone Hangers The Barden Bellas Green Bay Packers The Treblemakers | 4:24       |
| 7.    | «Jump» | Das Sound Machine Tone Hanger The Treblemakers Green Bay Packers                    | 1:16       |
| 8.    | «Convention Performance (Promises/Problem)» | The Barden Bellas                                                                   | 1:41       |
| 9.    | «Back to Basics (Boogie Woogie Bugle Boy/You Can't Hurry Love/Lady Marmalade/MMMBop/My Lovin' (You're Never Gonna Get It))» | The Barden Bellas                                                                   | 1:30       |
| 10.   | «Cups ("When I'm Gone") [Campfire Version]» | The Barden Bellas                                                                   | 0:45       |
| 11.   | «We Belong» | Rebel Wilson Adam DeVine                                                            | 3:34       |
| 12.   | «Any Way You Want It (World Championship Medley)» | Pentatonix Filharmonic The Cantasticos The Singboks Penn Masala                     | 1:56       |
| 13.   | «World Championship Finale 1 (My Songs Know What You Did in the Dark (Light Em Up)/All I Do Is Win)» | Das Sound Machine                                                                   | 2:01       |
| 14.   | «World Championship Finale 2 (Run the World (Girls)/Where Them Girls At/Lady Marmalade/We Belong/Timber/Flashlight)» | The Barden Bellas                                                                   | 4:16       |
| 15.   | «Crazy Youngsters» | Ester Dean                                                                          | 3:39       |
| 16.   | «Pitch Perfect 2 End Credit Medley» | Mark Mothersbaugh                                                                   | 3:00       |
| 17.   | «Flashlight» | Jessie J                                                                            | 3:29       |
| 18.   | «All of Me (Bumper's Audition)» | Adam DeVine                                                                         | 1:27       |
| 43:32 | |                                                                                     |            |

| Спеціальне видання | Спеціальне видання | Спеціальне видання                                                                  | Спеціальне видання |
| #                  | Назва | Автор музики                                                                        | Тривалість         |
| ------------------ | --- | ----------------------------------------------------------------------------------- | ------------------ |
| 1.                 | «Universal Fanfare» | Elizabeth Banks John Michael Higgins                                                | 0:33               |
| 2.                 | «Kennedy Center Performance (We Got the World/Timber/America The Beautiful/Wrecking Ball)» | The Barden Bellas                                                                   | 2:27               |
| 3.                 | «Bang Bang» | Jessie J Аріана Ґранде Nicki Minaj                                                  | 3:19               |
| 4.                 | «Lollipop» | The Treblemakers                                                                    | 2:43               |
| 5.                 | «Change Your Life» | Iggy Azalea (feat. T.I.)                                                            | 3:41               |
| 6.                 | «Sunshine» | Teddybears                                                                          | 3:20               |
| 7.                 | «Car Show (Uprising/Tsunami)» | Das Sound Machine                                                                   | 1:47               |
| 8.                 | «A Different Beat» | Little Mix                                                                          | 3:27               |
| 9.                 | «Winter Wonderland/Here Comes Santa Claus» | Snoop Dogg Anna Kendrick                                                            | 3:04               |
| 10.                | «Riff Off (Thong Song/(Shake, Shake, Shake) Shake Your Booty/Low/Bootylicious/Baby Got Back/Live Like You Were Dying/Before He Cheats/A Thousand Miles/We Are Never Ever Getting Back Together/What's Love Got to Do with It/This Is How We Do It/Doo Wop (That Thing)/Poison/Scenario/Insane in the Brain/Flashlight)» | Das Sound Machine Tone Hangers The Barden Bellas Green Bay Packers The Treblemakers | 4:24               |
| 11.                | «Jump» | Das Sound Machine Tone Hanger The Treblemakers Green Bay Packers                    | 1:16               |
| 12.                | «Convention Performance (Promises/Problem)» | The Barden Bellas                                                                   | 1:41               |
| 13.                | «Back to Basics (Boogie Woogie Bugle Boy/You Can't Hurry Love/Lady Marmalade/MMMBop/My Lovin' (You're Never Gonna Get It))» | The Barden Bellas                                                                   | 1:30               |
| 14.                | «Cups ("When I'm Gone") [Campfire Version]» | The Barden Bellas                                                                   | 0:45               |
| 15.                | «We Belong» | Rebel Wilson Adam Devine                                                            | 3:34               |
| 16.                | «Any Way You Want It (World Championship Medley)» | Pentatonix Filharmonic The Cantasticos The Singboks Penn Masala                     | 1:56               |
| 17.                | «World Championship Finale 1 (My Songs Know What You Did in the Dark (Light Em Up)/All I Do Is Win)» | Das Sound Machine                                                                   | 2:01               |
| 18.                | «World Championship Finale 2 (Run the World (Girls)/Where Them Girls At/Lady Marmalade/We Belong/Timber/Flashlight)» | The Barden Bellas                                                                   | 4:16               |
| 19.                | «Crazy Youngsters» | Ester Dean                                                                          | 3:39               |
| 20.                | «Heartbreak Dream» | Betty Who                                                                           | 3:38               |
| 21.                | «Pitch Perfect 2 End Credit Medley» | Mark Mothersbaugh                                                                   | 3:00               |
| 22.                | «Flashlight» | Jessie J                                                                            | 3:29               |
| 23.                | «All of Me (Bumper's Audition)» | Adam DeVine                                                                         | 1:27               |
| 24.                | «Flashlight (Sweet Life Mix)» | Hailee Steinfeld                                                                    | 2:58               |
| 25.                | «Any Way You Want It» | Pentatonix                                                                          | 2:30               |
| 26.                | «Flashlight (Rebel Mix)» | Jessie J                                                                            | 3:41               |
| 27.                | «Jungle» | The Barden Bellas                                                                   | 0:32               |
| 70:38              | |                                                                                     |                    |

Weekly charts
| Chart (2015)                                         | Peak position |
| ---------------------------------------------------- | ------------- |
| Австралія Australian Albums (ARIA)                   | 3             |
| Австрія Austrian Albums (Ö3 Austria)                 | 11            |
| Бельгія Belgian Albums (Ultratop Flanders)           | 144           |
| Канада Canadian Albums (Billboard)                   | 3             |
| Німеччина German Albums (Media Control)              | 12            |
| Нова Зеландія New Zealand Albums (Recorded Music NZ) | 8             |
| Швейцарія Swiss Albums (Schweizer Hitparade)         | 26            |
| США Billboard 200                                    | 1             |

Year-end charts
| Chart (2015)             | Position |
| ------------------------ | -------- |
| Australian Albums (ARIA) | 27       |

## Реліз
Фільм був випущений на 7 травня 2015 року в Австралії і Новій Зеландії, а також 15 травня в Сполучених Штатах і Канаді.

### Маркетинг
Кадр з репетицій для фільму було виявлено 16 травня 2014 року. Постер був випущений 18 листопада 2014 року і трейлер вийшов на наступний день. Другий трейлер був показаний під час Super Bowl 1 лютого 2015 року.

## Цікаві факти
У Чемпіонаті Світу з а-капелла Канаду представляла американська а-капела група «Pentatonix»